# Ippolito Baccusi
Ippolito Baccusi (ou Hippolyti Baccusii), né vers 1550 à Mantoue et mort à Vérone le 2 septembre 1609, est un compositeur italien de la Renaissance, actif en Italie du Nord, notamment dans les villes de Venise, Mantoue et Vérone. Membre de l'école vénitienne, il était connu pour sa maîtrise du contrepoint rigoureux. Il a composé de la musique sacrée et profane.

## Biographie
Peu d'éléments biographiques nous sont connus, si ce ne sont les détails de certaines de ses rencontres et les dédicaces qu'il a portées à ses publications.
Il est né à Mantoue. À la fin des années 1560, il est nommé assistant au maître de chapelle à Saint Marc à Venise, poste qu'il quitte peu de temps après pour Ravenne afin d'y poursuivre ses études. En 1572, il est maître de chapelle à l'église Sant'Eufemia de Vérone. Il s'est alors peut-être impliqué dans l'Accademia Filarmonica di Verona. En 1583 il occupe le même poste à la cathédrale de Mantoue, où parmi ses activités, il enseigne le contrepoint rigoureux à Lodovico Zacconi ; ce dernier en fera une mention élogieuse dans son Prattica de musica seconda parte en 1622, notamment pour ses compétences en contrepoint,. En 1592, Baccusi accepte le poste de maestro di cappella à la cathédrale de Vérone, où il restera jusqu'à sa mort en 1609.

## Œuvre
La musique de Baccusi, influencée par Adrien Willaert, Jacques de Wert, Cyprien de Rore et Andrea Gabrieli, répond au style de l'école vénitienne. Il a été un compositeur prolifique, dont l’œuvre n'a fait jusqu'à présent l'objet d'aucune étude exhaustive. En majorité publié à Venise, son œuvre comprend six livres de messe, six livres de motets et d'adaptation de psaumes, et sept livres de madrigaux, dont une adaptation complète, en un cycle de madrigaux, des onze strophes de la Vergine de Pétrarque. Il a également composé des adaptations à cinq et six voix de poèmes célébrant la victoire des Vénitiens sur les Turcs à Lepanto (1571). En introduction de ses messes et motets publiés en 1596 et 1597, il fait mention de la doublure des parties vocales par des instruments, pratique associée à l'école vénitienne déjà d'actualité depuis quelque temps, et dont il s'agit d'une des premières mentions écrites.